# Vegetarianismul în India
Vegetarianismul în India ar afecta aproximativ 30% din populație ceea ce reprezintă aproximativ 390 milioane de vegetarieni (numărul locuitorilor conform Băncii Mondiale este estimat la aproximativ 1,3 miliarde de persoane.Ceea ce face din India țara cu cel mai ridicat procent de vegetarieni din lume. Potrivit UNAA, este, de asemenea, țara în care populația are cea mai mică rată a consumului de carne din lume cu 3,2 kg pe persoană în 2007.

Etichetarea vegetariană: etichetarea este obligatorie în India pentru a distinge produsele vegetariene (stânga) de non-vegetarieni (dreapta).

## Restaurantele din India
Restaurantele din India, în general, afișează dacă oferă meniuri vegetariene. Guvernul a dezvoltat un sistem de marcare al produselor comestibile făcute numai din ingrediente vegetariene, cu un punct verde într-un pătrat verde sau o etichetă constituită dintr-un punct maro într-un pătrat maro, care semnifică faptul că anumite ingrediente de origine animală (pe lângă lapte sau derivatele sale directe) au fost utilizate
. 

## Vegetarianismul și religia
Potrivit USDA, motivele pentru vegetarianism sunt în principal culturale (conceptul de non-violență ("ahimsa" în sanscrită)) și mai ales din cauza religiilor din India (20-30% dintre vegetarienii stricți). Restul de 70-80% ar fi limitate de venit, nu de religie. 

## Critici asupra vegetarianismului în India
Vegetarianismul este controversat în India. De exemplu, Ritwik Deo, un jurnalist indian care trăiește în Anglia, într-un articol critică puternic vegetarianismul în India, în urma controversei asupra unei cărți despre sănătate și educație pentru copiii de 11-12 ani, New Healthway 6, scrisă de David S. Poddar publicată de edițiile lui S. Chand (cartea a vândut 1454 exemplare conform articolului BBC pe această temă). Cartea nu mai este disponibilă în catalogul editorului. Autorul David S. Poddar a susținut că cei care mănâncă carne sunt mincinoși, infractori violenți și infractori sexuali. Potrivit lui Ritwik Deo, vegetarianismul din India este "un flagel pentru oamenii săi (foame) și animalele lor (abuzate)". 

## Studiu
- Studiul privind starea națiunii Hindu-CNN-IBN aruncă o lumină proaspătă asupra atitudinilor indiene față de alimente, băuturi și tutun (2006) vegetarienii din India ar fi cu 31%[11].
- UNAIDS, conform datelor din Sondajul Național de Sondaj (NSS) (2006), ar reprezenta 42%[12].
- USDA (2003) avansează cifra de 20-30%[6].
- Iar Ministerul de Interne al Indiei (2014) furnizează cifra de 30%[1].